# Acalypha depressa
Acalypha depressa é uma espécie de flor do gênero Acalypha, pertencente à família Euphorbiaceae.